# Luisa Rivelli
Pour les articles homonymes, voir Rivelli et Lanfranchi.
Luisa Rivelli, nom de scène de Rossella Lanfranchi, née le 10 février 1930 à Ternate dans la région de la Lombardie en Italie, est une actrice et animatrice de télévision italienne, également connue sous le nom de scène d'Ursula Parker. Active du début des années 1950 au milieu des années 1970, elle a joué de nombreux rôles secondaires au cinéma et à la télévision dans des productions italiennes avant de devenir animatrice de télévision.

## Biographie
Rossella Lanfranchi naît à Ternate dans la province de Varèse dans la région de la Lombardie. Elle suit les cours du Centro sperimentale di cinematografia dont elle sort diplômée en 1954.
Elle débute au cinéma en 1951 dans le mélodrame noir Les Volets clos (Persiane chiuse) de Luigi Comencini avec un rôle de figuration et prend le nom de scène de Luisa Rivelli. Active du début des années 1950 au milieu des années 1970, elle tourne dans une cinquantaine de films au cours de sa carrière, principalement dans des rôles secondaires ou de figurations pour des productions italiennes et des films de série B. 
Elle joue notamment aux côtés du chanteur italien Claudio Villa dans la comédie musicale Sette canzoni per sette sorelle de Marino Girolami, partage l'affiche du film d'action Il tesoro della foresta pietrificata d'Emimmo Salvi avec l'Américain Gordon Mitchell et incarne une prostituée dans le western Colorado (La resa dei conti) de Sergio Solima. Elle joue également pour Michelangelo Antonioni, Giorgio Simonelli, Anton Giulio Majano, Carlo Campogalliani ou le Français Pierre Chevalier parmi d'autres.
À la télévision, elle apparaît dans de nombreux téléfilms et séries télévisées destinés à la Rai. En 1957, elle joue ainsi le rôle de Georgina Reed dans la mini-série Jane Eyre d'Anton Giulio Majano réalisé d'après le roman homonyme de la romancière anglaise Charlotte Brontë. Elle fait aussi partie du casting de la série Il caso Maurizius d'Anton Giulio Majano qui est réalisé d'après le roman L’Affaire Maurizius de l'écrivain allemand Jakob Wassermann.
À la fin des années 1960, elle se tourne vers le métier d'animatrice de télévision. En 1968, elle présente le festival de Sanremo avec Pippo Baudo. Elle anime ensuite différents programmes télévisés : Io compro, tu compri (de 1970 à 1973), Filo diretto: dalla parte del consumatore (de 1975 à 1980), I problemi del signor Rossi (de 1981 à 1985) et Il mercato del sabato (de 1986 à 1992).

## Filmographie

### Au cinéma

#### Longs-métrages
- 1951 : Les Volets clos (Persiane chiuse) de Luigi Comencini
- 1952 : Eran trecento... de Gian Paolo Callegari
- 1952 : La Fille du diable (La figlia del diavolo) de Primo Zeglio
- 1952 : Agenzia matrimoniale de Giorgio Pastina
- 1953 : Il n'est jamais trop tard (Non è mai troppo tardi) de Filippo Walter Ratti
- 1953 : Viva il cinema! d'Enzo Trapani
- 1953 : La Dame sans camélia (La signora senza camelie) de Michelangelo Antonioni
- 1953 : Canzone appassionata de Giorgio Simonelli
- 1954 : Cento serenate d'Anton Giulio Majano
- 1954 : Café chantant de Camillo Mastrocinque
- 1954 : Le Carrousel fantastique (Carosello napoletano) d'Ettore Giannini
- 1954 : Questa nostra gente de Vittorio Duse
- 1954 : L'Hôtel du rendez-vous (Tua per la vita) de Sergio Grieco
- 1955 : Torna piccina mia de Carlo Campogalliani
- 1955 : Il nostro campione de Vittorio Duse
- 1955 : La Vengeance de la déesse rouge (La grande savana) d'Elia Marcelli
- 1955 : La Rivale d'Anton Giulio Majano
- 1956 : Vous pigez ? de Pierre Chevalier
- 1956 : Storia di una minorenne de Piero Costa
- 1956 : I vagabondi delle stelle de Nino Stresa
- 1956 : Donne, amore e matrimoni de Roberto Bianchi Montero
- 1956 : Sette canzoni per sette sorelle de Marino Girolami
- 1957 : A vent'anni è sempre festa de Vittorio Duse
- 1957 : Il sole tornerà de Franco Merighi
- 1959 : La Loi (La Legge) de Jules Dassin
- 1960 : Madri pericolose de Domenico Paolella
- 1961 : Man Nennt in Amore de Rolf Thiele
- 1962 : Il criminale de Marcello Baldi
- 1964 : Crimine a due de Romano Ferrara
- 1964 : Les Possédées du démon (Delitto allo specchio) de Jean Josipovici et Ambrogio Molteni
- 1964 : Appuntamento a Dallas de Piero Regnoli
- 1965 : Il tesoro della foresta pietrificata d'Emimmo Salvi
- 1966 : Moi, moi, moi et les autres (Io, io, io... e gli altri) d'Alessandro Blasetti
- 1966 : Commissaire X dans les griffes du dragon d'or (Kommissar X - In den Klauen des goldenen Drachen) de Frank Kramer
- 1966 : Opération Goldman (Operazione Goldman) d'Antonio Margheriti
- 1966 : È mezzanotte... butta giù il cadavere de Guido Zurli
- 1966 : Opération Opium (The poppy is also a flower) de Terence Young
- 1966 : Colorado (La resa dei conti) de Sergio Solima
- 1967 : Silenzio: si uccide de Guido Zurli
- 1968 : Vedove inconsolabili in cerca di... distrazioni de Bruno Gaburro
- 1970 : Quatre hommes aux poings nus de Robert Topart
- 1970 : Le Goût de la vengeance (La Belva) de Mario Costa
- 1974 : Dieci bianchi uccisi da un piccolo indiano de Gianfranco Baldanello

### À la télévision

#### Série télévisée
- 1957 : Jane Eyre d'Anton Giulio Majano
- 1960 : Giallo club. Invito al poliziesco, quatre épisodes
- 1961 : Il caso Maurizius d'Anton Giulio Majano
- 1965 : La donna di fiori d'Anton Giulio Majano
- 1965 : Resurrezione de Franco Enriquez, un épisode
- 1965 : Le inchieste del commissario Maigret de Mario Landi, épisode Una vita in gioco

#### Téléfilms
- 1957 : Il copriteiera de Luigi Di Gianni
- 1958 : Donne in ermellino de Daniele D'Anza
- 1958 : Sheila si sposa d'Eros Macchi
- 1959 : Il gran maestro di Santiago d'Enzo Ferrieri
- 1959 : Passo falso de Vittorio Cottafavi
- 1960 : Anna e il telefono de Giancarlo Galassi Beria
- 1963 : Ritorno dall'abisso de Mario Lanfranchi
- 1966 : Vertu d'Alessandro Brissoni
- 1967 : Breve storia di mister Miffin d'Anton Giulio Majano

## Source
- Roberto Poppi et Enrico Lancia, Le attrici, Rome, Gremesse, 2003 (ISBN 88-8440-214-X), p. 309.